# Gefecht bei Klausen
Kehl
– Pizzighettone
– Danzig
– Bitonto
– Trarbach
– Bari
– Colorno
– Parma
– Philippsburg
– Quistello
– Guastalla
– Gaeta
– Capua
– Messina
– Siracusa
– Klausen
– Trapani
Das Gefecht bei Klausen fand am 20. Oktober 1735 zwischen Truppen des Königs von Frankreich und österreichischen Reichstruppen statt. Es war ein eher bedeutungsloses Gefecht und eine der letzten Kampfhandlungen des Polnischen Thronfolgekrieges.

## Hintergrund
Nachdem russische Truppen im August 1735 das Reichsheer verstärkt hatten, plante Feldmarschalleutnant Friedrich Heinrich von Seckendorff einen Vorstoß von Mainz oder Koblenz aus an die Mosel, um Trier zu erobern und Winterquartiere in Kurtrier zu etablieren.
Das am Rhein stehende französische Heer unter dem Marschall von Frankreich, François de Franquetot, duc de Coigny, entschied sich zur Verstärkung des bei Trier stehenden Marschalls Belle-Isle ebenfalls an die Mosel zu ziehen. Bei Klausen in der Eifel traf es auf die vorrückenden Reichstruppen unter Seckendorff.

## Schlacht
Nach einem eher halbherzig geführten Kampf wichen die Franzosen nach Trier aus, wo sie sich zunächst verschanzten. Die kaiserlichen Truppen folgten ihnen nur langsam und besetzten das Trier gegenüberliegende Moselufer, bis im November Nachricht vom inzwischen zwischen den Kriegsparteien geschlossenen Waffenstillstand eintraf.

## Französische Schlachtordnung
unvollständig
Kavallerie
1. Régiment Royal dragons
2. Régiment de Condé-dragons
3. Régiment Royal-Champagne cavalerie
4. Régiment Artois cavalerie
5. Régiment Royal-Roussillon cavalerie
6. Régiment Royal-Picardie cavalerie
7. Régiment Royal-Lorraine cavalerie
8. Régiment Royal-Bourgogne cavalerie
9. Régiment la Reine cavalerie

Infanterie
1. Régiment de Perche
2. Régiment de Vermandois
3. Régiment de Poitou
4. Régiment de Limousin
5. Régiment de La Couronne
6. Régiment de Bretagne
7. Régiment de Dillon
8. Régiment de Touraine
9. Régiment Royal des Vaisseaux

Koordinaten: 49° 54′ 25″ N, 6° 53′ 35″ O